# CANX 2
CANX 2 ou CanX 2, acrônimo de Canadian Advanced Nanospace eXperiments 2, é um satélite artificial canadense lançado no dia 28 de abril de 2008 por um foguete indiano PSLV a partir do Centro Espacial de Satish Dhawan.

## Características
A missão do CanX 2, de 7 kg de massa e construído pelo Instituto de Estudos Aeroespaciais da Universidade de Toronto, é servir como demostrador de novas tecnologias espaciais. Entre outras tecnologias, ele leva a bordo tecnologias relacionadas com o sistema de propulsão, radiocomunicação, sensores de atitude inovadores e um receptor GPS comercial.